# Давидович, Лолита
Лолита Давидович (англ. Lolita Davidovich, серб. Лолита Давидовић; род. 15 июля 1961, Лондон, Онтарио) — канадская актриса сербо-словенского происхождения.

## Биография
Родилась в семье югославских иммигрантов — отец был сербом из Белграда, а мать — родом из Словении; в детстве говорила только по-сербски.
Училась в студии Герберта Бергхофа в Нью-Йорке.
Впервые снялась в фильме «Класс» (1983). Позднее появлялась в эпизодических ролях на телевидении. Известность ей принесла роль жены киномеханика Ивана Саньшина в фильме «Ближний круг» Андрея Кончаловского.
Замужем за сценаристом и режиссёром, бывшим бейсболистом Роном Шелтоном. В семье родилось двое детей. В настоящее время семья проживает в Калифорнии.

## Избранная фильмография
| Год  |   | Русское название                    | Оригинальное название     | Роль              |
| ---- | - | ----------------------------------- | ------------------------- | ----------------- |
| 1983 | ф | Класс                               | Class                     | девушка в мотеле  |
| 1987 | ф | Приключения приходящей няни         | Adventures in Babysitting | Сью Энн           |
| 1991 | ф | Джон Ф. Кеннеди. Выстрелы в Далласе | JFK                       | Леди Бабушка      |
| 1991 | ф | Ближний круг                        | The Inner Circle          | Анастасия         |
| 1992 | ф | Воспитание Каина                    | Raising Cain              | Дженни            |
| 1992 | ф | Сила веры                           | Leap Of Faith             | Марва             |
| 1993 | ф | Точка кипения                       | Boiling Point             | Викки Данбар      |
| 1993 | ф | Янгер и Янгер                       | Younger and Younger       | Пенни Янгер       |
| 1994 | ф | На перепутье                        | Intersection              | Оливия Маршак     |
| 1994 | ф | Кобб                                | Cobb                      | Рамона            |
| 1995 | ф | Время от времени                    | Now And Then              | миссис Албертсон  |
| 1997 | ф | Из джунглей в джунгли               | Jungle 2 Jungle           | Шарлотта          |
| 1998 | ф | Боги и монстры                      | Gods and Monsters         | Бетти             |
| 1999 | ф | Тайна Аляски                        | Mystery, Alaska           | Мэри Джейн Питчер |
| 1999 | ф | Бей в кость                         | Play It to the Bone       | Грейс             |
| 2002 | ф | Проклятый сезон                     | Dark Blue                 | Салли Перри       |
| 2003 | ф | Голливудские копы                   | Hollywood Homicide        | Клео Рикард       |
| 2015 | ф | Дальняя дорога                      | The Silence               | Кейт Коллинз      |
| 2023 | ф | Крупный улов                        | Finestkind                | Донна Сайкс       |

## Награды
- Орден Вука Караджича[серб.] (Союзная Республика Югославия)[4]